# Монетний двір Перта

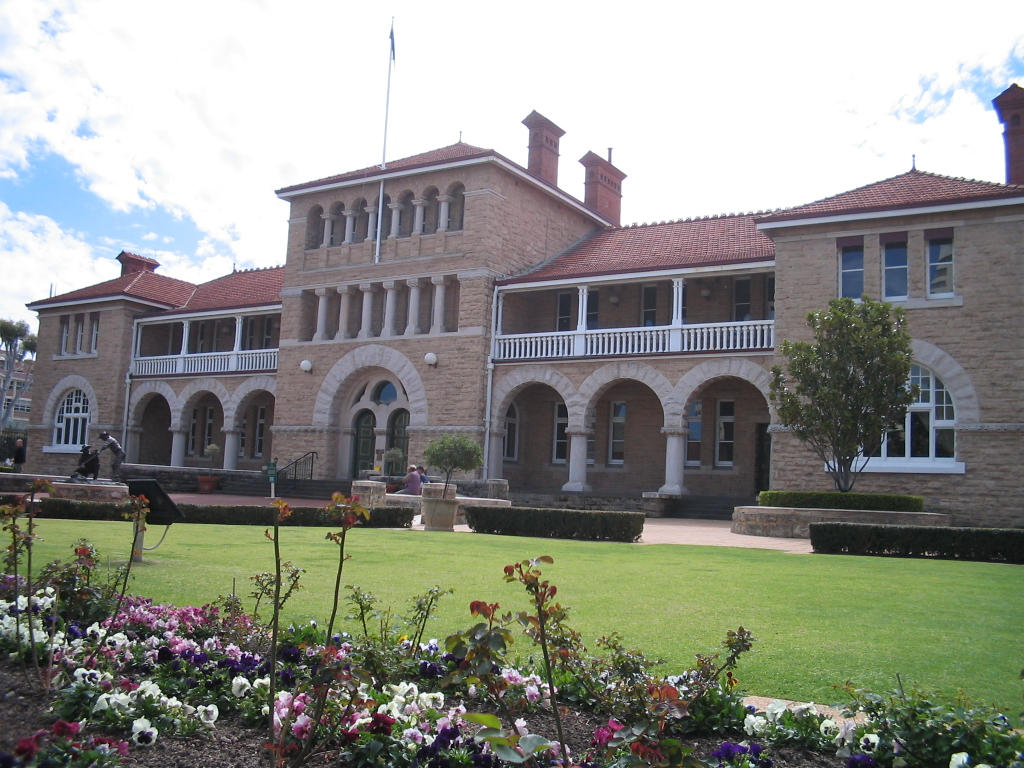
Будівля монетного двору

Монетний двір Перта є найстарішим монетним двором Австралії. Його будівництво розпочалося в 1896 році, а 20 червня 1899 року відбулося відкриття як відділення Лондонського королівського монетного двору.
У Пертському монетному дворі переробляється близько 60 % золота, яке добувається в Австралії.

## Цікаві факти
У жовтні 2011 року на Пертському монетному дворі було створено найбільшу, найважчу і найкоштовнішу золоту монету у світі. Монета має діаметр 80 см та ширину 12 см, її вага становить 1012 кг і виготовлена вона з чистого золота — 9999 проби. На аверсі монети зображено червоного кенгуру, а на реверсі портрет королеви Великої Британії Єлизавети II. Номінал монети — 1 млн. австралійських доларів, а її реальна вартість оцінюється приблизно в 53,5 мільйони.